# Teofil Dadzibóg Chrapowicki
Teofil Dadzibóg Chrapowicki herbu Gozdawa – wojski połocki w latach 1640-1681.
Był elektorem Jana III Sobieskiego z województwa połockiego w 1674 roku.